# Thamnobryum obtusatum
Thamnobryum obtusatum là một loài Rêu trong họ Neckeraceae. Loài này được (Lindb. & Arnell) Bard. & Czerd. miêu tả khoa học đầu tiên năm 1982.